# Ranchito de los Rivera
Ranchito de los Rivera är en ort i Mexiko.   Den ligger i kommunen Zaragoza och delstaten San Luis Potosí, i den centrala delen av landet, 300 km nordväst om huvudstaden Mexico City. Ranchito de los Rivera ligger 2 075 meter över havet och antalet invånare är 325.
Terrängen runt Ranchito de los Rivera är kuperad åt nordost, men åt sydväst är den platt. Runt Ranchito de los Rivera är det ganska glesbefolkat, med 31 invånare per kvadratkilometer. Närmaste större samhälle är Zaragoza, 9,1 km söder om Ranchito de los Rivera. Omgivningarna runt Ranchito de los Rivera är i huvudsak ett öppet busklandskap.